# Michele Carminati (fumettista)
Michele Carminati (Bergamo, 19 marzo 1980) è un fumettista italiano.

## Biografia
Si diploma all'Accademia Carrara di Bergamo e inizia la sua attività come disegnatore nel 2010 dopo aver frequentato i corsi di fumetto organizzati dalla fumetteria ComiXrevolution di Bergamo di Massimiliano Zazzi che nel 2011 diventerà anche il nome di una nuova casa editrice indipendente. I corsi, che si tengono tuttora, sono tenuti inizialmente da Fabiano Ambu.
Nel febbraio del 2011 viene pubblicato il primo fumetto della neonata casa editrice, Valgard volume 1 a cui fanno seguito i volumi fino al 5, la ristampa del numero 1 ormai esaurito e altre pubblicazioni di giovani fumettisti. Valgard è un fumetto che alterna le storie dell'omonimo vichingo, un personaggio tanto forte quanto buffo e sfortunato, alle strisce comiche di un fiore di campo dal nome Flauer.
Nel 2014 non pubblica opere personali perché collabora con Don Alemanno sul fumetto Jenus. Nello stesso anno costituisce, con gli amici fumettisti di Bergamo Alberto Locatelli, Luca Rota Nodari, Davide Castelluccio e Andrea Pini, il gruppo CINQUE con lo scopo di scrivere e disegnare storie senza vincoli né imposizioni.
Con questo gruppo pubblica due volumi dai titoli CINQUE e CINQUE GOE5 rispettivamente, in cui ciascun autore inserisce una breve storia. Il secondo volume vince il Bergamoscar del fumetto 2015 come migliore auto-produzione.
Nel 2016 il suo maestro Fabiano Ambu e Francesco Abrignani fondano la casa editrice indipendente IT Comics, presentata a Cartoomics 2016, che si propone di lasciare agli autori libertà espressiva, senza i vincoli degli editori, e i diritti delle loro opere.
Valgard, che riparte dal numero 1 ma con storie inedite, è una delle pubblicazioni iniziali dell'etichetta e l'unica di stampo umoristico. I volumi 1 e 2 del nuovo corso vengono pubblicati nel 2016 e 2017 mentre il volume 3 viene presentato a Lucca Comics 2017 in tiratura limitata di 50 pezzi disegnata in bianco e nero e con copertina bianca che l'autore decora su richiesta.
Il volume 3 della serie regolare sarà in uscita a Cartoomcs 2018. Tutti i volumi di Valgard del nuovo corso presentano solo storie del vichingo e non di altri personaggi.

## Opere

### Valgard - Comixrevolution
Vedi Valgard (primo ciclo) per l'elenco degli albi pubblicati.

### CINQUE
- CINQUE, autoprodotto, 2014, ISBN
- CINQUE GOE5, autoprodotto, ISBN

### Valgard - ItComics
Vedi Valgard per l'elenco degli albi pubblicati.

## Pubblicazioni
- Valgard, in Valgard n. 1, IT Comics, 2016.